# 奧梅利尼克河 (第聶伯河支流)
奧梅利尼克河（烏克蘭語：Омельник），是烏克蘭的河流，位於該國中部，流經基洛夫格勒州和第聶伯羅彼得羅夫斯克州，屬於第聶伯河的右支流，發源自布拉特西克以西，河道全長63公里，流域面積874平方公里。